# ヤァラルホーン
ヤァラルホーン（Gjallarhorn）はフィンランド民族音楽に根底を持つ1994年結成の4人組ワールドミュージックバンド。中世のバラードやミヌエット、ルーン韻律の祈祷や古代アイスランドのリームルなどの古代からの伝統民族音楽を現在的手法で歌う。

## 概要
フィンランド西海岸のスウェーデン語使用地域南オストロボトニアのバンドである。彼らのレパートリーはスウェーデン語で歌われ、スウェーデン系フィンランド人の間に残るユニークなミヌエットやバラード、そして古い伝統的なワルツなどが含まれる。ドローン・エフェクトによる伴奏はディジェリドゥーまたはサブコントラバスリコーダーによる（このテクはガルマルナ他北欧のバンドに共通する）。
ヤァラルホーンの歌の題材は北欧神話である。バンド名はアースガルドへの橋ビフレストを護る神ヘイムダルの持つ神々と巨人たちとの最後の戦いラグナロクを知らせる角笛ギャラルホルンに由来する。

## 経歴

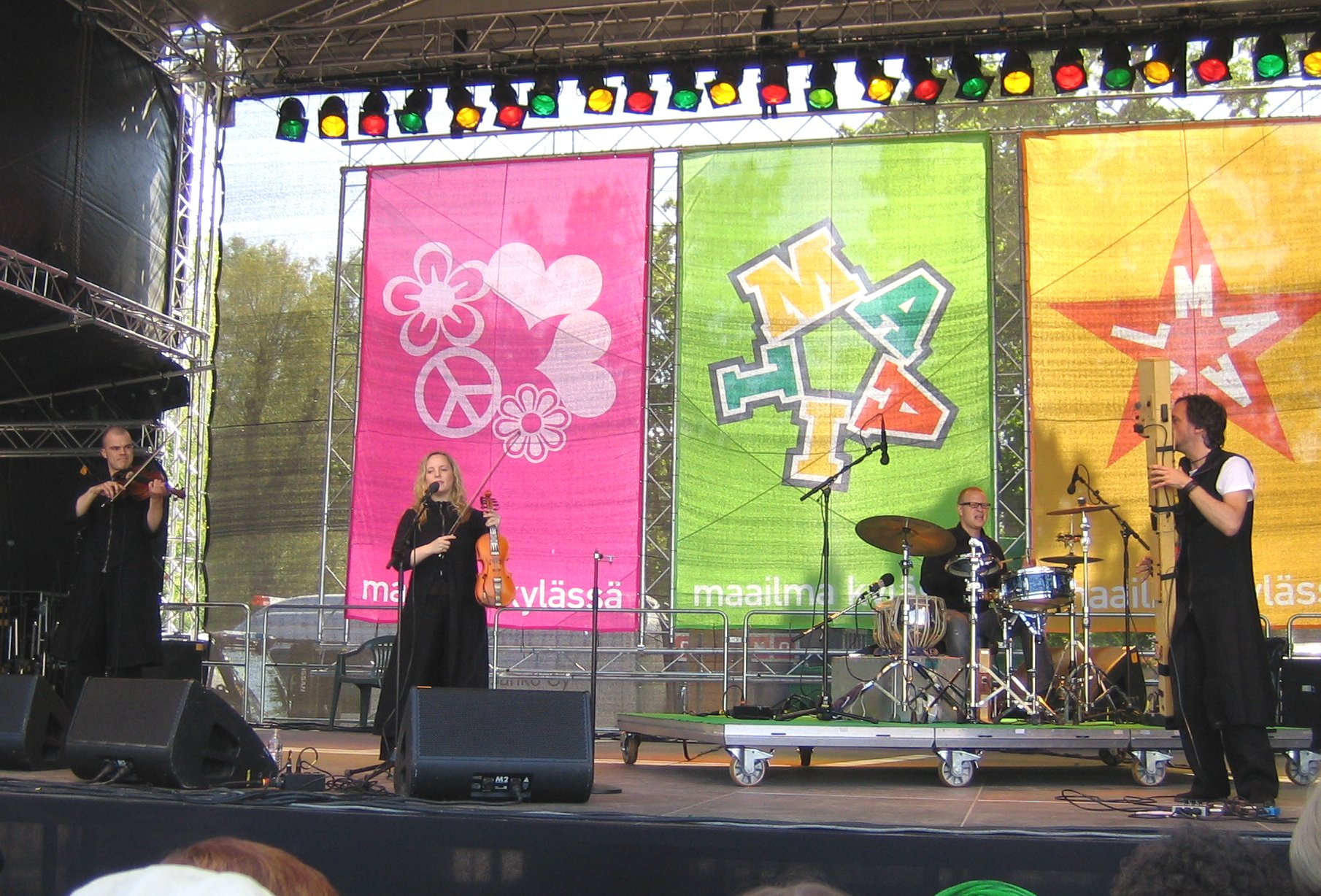

1994年、フィンランド西海岸のスウェーデン語使用地域にて、イェニー・ヴィルヘルムス、クリストフェル・エーマン（ヴィオラ、マンドラ）、ヤコブ・フランケンホイザー（ディジェリドゥー）により結成。当初トリオであったが1996年にパーカッションが加わって以降カルテットである。
1997年に最初のCD『ラーナロップ〜魔女の呼び声』（Ranarop）をリリース。フィンランドの「フォークミュージック・オブ・ザ・イヤー1997」に、CDは「フォークミュージックCD・オブ・ザ・イヤー1997」に選ばれた。そして1998年からはフォークやジャズの音楽祭に出場するなど世界的な活動を開始しヨーロッパ、アメリカ合衆国、オーストラリア、ニュージーランド、カナダ、日本を周った。
2番目のCD『情熱の神』（Sjofn）を2000年に、三番目のCD『グリム城』（Grimborg）を2002年にリリース。『グリム城』はフランスの"Academie Charles Cros"賞を受賞し、ヤァラルホーンはmusic prize of the Nordic Council of Ministriesにノミネートされた。
2004年には10周年記念ツアーを行った。同年、スウェーデンの文化基金はこのバンドとジェニー・ウィルヘルムスに文化と教育という異なる分野での年間名誉賞を与えた。
2005年にスタイルを転換し、2006年の4番目のアルバム『リムファクセ~魔法の馬』（Rimfaxe）はアメリカ合衆国でのブルース・スウェディーンのミックスとなった。ディジェリドゥーによるドローン・エフェクト及びバスはヨーラン・モンソンのサブコントラバスリコーダーに代わった。

## メンバー
- ペッテル・ベルンダーレン（Petter Berndalen） パーカッション (2004– )
- アードニアン・ユーネス（Adrian Jones） ヴィオラ、マンドラ、カリンバ (2000– )
- ヨーラン・モンソン（Göran Månsson） フルート、リコーダー、サブコントラバスリコーダー (2005– )
- イェニー・ヴィルヘルムス（Jenny Wilhelms） ヴォーカル、フィドル、ハーディングフェーレ (1994– )

### 元メンバー
- ヤコブ・フランケンホイザー（Jakob Frankenhaeuser） ディジェリドゥー (1994–1996)
- ダヴィッド・リルクヴィスト（David Lillkvist） パーカッション (1996–2002)
- トンミ・マンシッカ＝アホ（Tommy Mansikka-Aho） ディジェリドゥー、スライディリドゥ、口琴 (1996–2004)
- クリストフェル・エーマン（Christopher Öhman） ヴィオラ、マンドラ (1994–2000).
- サラ・プリュラ（Sara Puljula） パーカッション (2002–2003)

## ディスコグラフィー

### アルバム
- リムファクセ～魔法の馬 Rimfaxe, 2006
- グリム城 Grimborg, 2003
- 愛と情熱の神 Sjofn, 2001
- ラーナロップ〜魔女の呼び声 Ranarop, 1997 （オリジナル）; 2002 （リマスター）